# 蔡鴻文
蔡鴻文（1910年9月21日—1994年4月16日），中華民國政治人物，台中縣人。曾任台中縣參議會參議員、台灣省臨時省議會第一、二屆議員、省臨時省議會第三屆暨省議會第一屆議員、省議會第二、三、四、五、六屆議員，並擔任第四屆副議長及第五、六屆議長。後擔任總統府國策顧問及資政
。在台灣地方派系中，屬於台中縣紅派人物。
1990年，奉李登輝之命，與蔣彥士一同勸退林洋港、蔣緯國競選正副總統。